# Silvio Amadio
Silvio Amadio (Frascati, 8 d'agost de 1926 – Roma, 19 d'agost de 1995) va ser un director de cinema i guionista italià.

## Biografia
Es va graduar l'any 1947 al Centro Sperimentale di Cinematografia. Després d'una dècada com a assistent de direcció (Germi, Blasetti, Clair) i ajudant de direcció (Raffaello Matarazzo), va debutar com a director amb la pel·lícula Lupi nell'Abisso, amb Folco Lulli i Massimo Girotti, seleccionat per competir al 9è Festival Internacional de Cinema de Berlín de 1959.
Entre 1959 i 1981 va dirigir més d'una vintena de pel·lícules, i va escriure també els guions de moltes d'elles. Des de la segona meitat dels anys 60 també ha estat actiu com a productor (Domizia Cinematografica) esdevenint membre de la junta directiva de l'ANICA i guanyant el David di Donatello amb la pel·lícula de 1978 de Daniele Costantini (Premi Especial del Jurat) Una settimana come un'altra.
Casat amb Gabriella Kustermann el 1953, va tenir tres fills, Nicoletta (1954-1999), Silvia (1961) i Stefano (1965).

## Filmografia
- Lupi nell'abisso (1959)
- Teseo contro il minotauro (1960)
- Tu che ne dici? (1960)
- L'ammutinamento (1961)
- Le sette folgori di Assur (1962)
- Desideri d'estate (1964)
- Oltraggio al pudore (1964)
- Assassinio made in Italy (1965)
- Per mille dollari al giorno (1966)
- L'isola delle svedesi (1969)
- Disperatamente l'estate scorsa (1970)
- Il sorriso della iena (1972)
- Alla ricerca del piacere (1972)
- ...e si salvò solo l'Aretino Pietro, con una mano davanti e l'altra dietro... (1972)
- Li chiamavano i tre moschettieri... invece erano quattro (1973)
- Come fu che Masuccio Salernitano, fuggendo con le brache in mano, riuscì a conservarlo sano (1973)
- Catene (1974)
- La minorenne (1974)
- Peccati di gioventù (1975)
- Quella età maliziosa (1975)
- Il medico... la studentessa (1976)
- Il medium (1980)
- Il carabiniere (1981)